# Річард Доннер
Річард Доннер (англ. Richard Donner; 24 квітня 1930 — 5 липня 2021) — американський режисер.

## Біографія
Річард Доннер народився 24 квітня 1930 року в Нью-Йорку, у єврейській родині. У 50-х Доннер був театральним актором, після чого почав режисерську кар'єру на телебаченні. Перший фільм у кіно був «X-15» (1962), головну роль у якому зіграв Чарльз Бронсон. Фільм не приніс успіху і Річард повернувся до телевізійної роботи. 1976 року зняв фільм «Омен». Одночасно знімав картини «Супермен» (1978) та «Супермен 2» (1978), але після закінчення зйомок першого фільму він вирішив приділити більше уваги монтажу, щоб встигнути до прем'єри, призначеної на Різдво. Це не сподобалося продюсерам картини, які звільнили Доннера і замінили його Річардом Лестером. 1987 року режисер зняв перший фільм серіалу «Смертельна зброя» з Мелом Гібсоном.

## Фільмографія

### Фільми
| Рік  |   | Українська назва                  | Оригінальна назва                       | Роль                |
| ---- | - | --------------------------------- | --------------------------------------- | ------------------- |
| 1961 | ф | X-15                              | X-15                                    | режисер             |
| 1968 | ф | Сіль та перець                    | Salt and Pepper                         | режисер             |
| 1969 | ф | Лола                              | Lola                                    | режисер             |
| 1976 | ф | Омен                              | The Omen                                | режисер             |
| 1978 | ф | Супермен                          | Superman                                | режисер             |
| 1980 | ф | Супермен 2                        | Superman II                             | режисер             |
| 1980 | ф |                                   | Inside Moves                            | режисер             |
| 1981 | ф | Омен 3: останній конфлікт         | Omen III: The Final Conflict            | виконавчий продюсер |
| 1982 | ф | Іграшка                           | The Toy                                 | режисер             |
| 1985 | ф | Бовдури                           | The Goonies                             | режисер, продюсер   |
| 1985 | ф | Леді-яструб                       | Ladyhawke                               | режисер, продюсер   |
| 1987 | ф | Смертельна зброя                  | Lethal Weapon                           | режисер, продюсер   |
| 1987 | ф | Пропащі хлопці                    | The Lost Boys                           | виконавчий продюсер |
| 1988 | ф | Нова різдвяна казка               | Scrooged                                | режисер, продюсер   |
| 1989 | ф | Смертельна зброя 2                | Lethal Weapon 2                         | режисер, продюсер   |
| 1991 | ф |                                   | Delirious                               | виконавчий продюсер |
| 1992 | ф |                                   | Radio Flyer                             | режисер             |
| 1992 | ф | Смертельна зброя 3                | Lethal Weapon 3                         | режисер, продюсер   |
| 1993 | ф | Звільніть Віллі                   | Free Willy                              | виконавчий продюсер |
| 1994 | ф | Меверік                           | Maverick                                | режисер, продюсер   |
| 1995 | ф | Вбивці                            | Assassins                               | режисер, продюсер   |
| 1995 | ф | Звільніть Віллі 2                 | Free Willy 2: The Adventure Home        | виконавчий продюсер |
| 1995 | ф | Байки зі склепу: Демон ночі       | Tales from the Crypt: Demon Knight      | виконавчий продюсер |
| 1996 | ф | Байки зі склепу: Кривавий бордель | Tales from the Crypt: Bordello of Blood | виконавчий продюсер |
| 1997 | ф | Звільніть Віллі 3                 | Free Willy 3: The Rescue                | виконавчий продюсер |
| 1997 | ф | Теорія змови                      | Conspiracy Theory                       | режисер, продюсер   |
| 1998 | ф | Смертельна зброя 4                | Lethal Weapon 4                         | режисер, продюсер   |
| 1999 | ф | Щонеділі                          | Any Given Sunday                        | виконавчий продюсер |
| 2000 | ф | Люди Ікс                          | X-Men                                   | виконавчий продюсер |
| 2002 | ф | Байки зі склепу: Ритуал           | Tales from the Crypt: Ritual            | продюсер            |
| 2003 | ф | У пастці часу                     | Timeline                                | режисер, продюсер   |
| 2006 | ф | 16 кварталів                      | 16 Blocks                               | режисер             |
| 2009 | ф | Походження Людей Ікс: Росомаха    | X-Men Origins: Wolverine                | виконавчий продюсер |